# 安仲邑

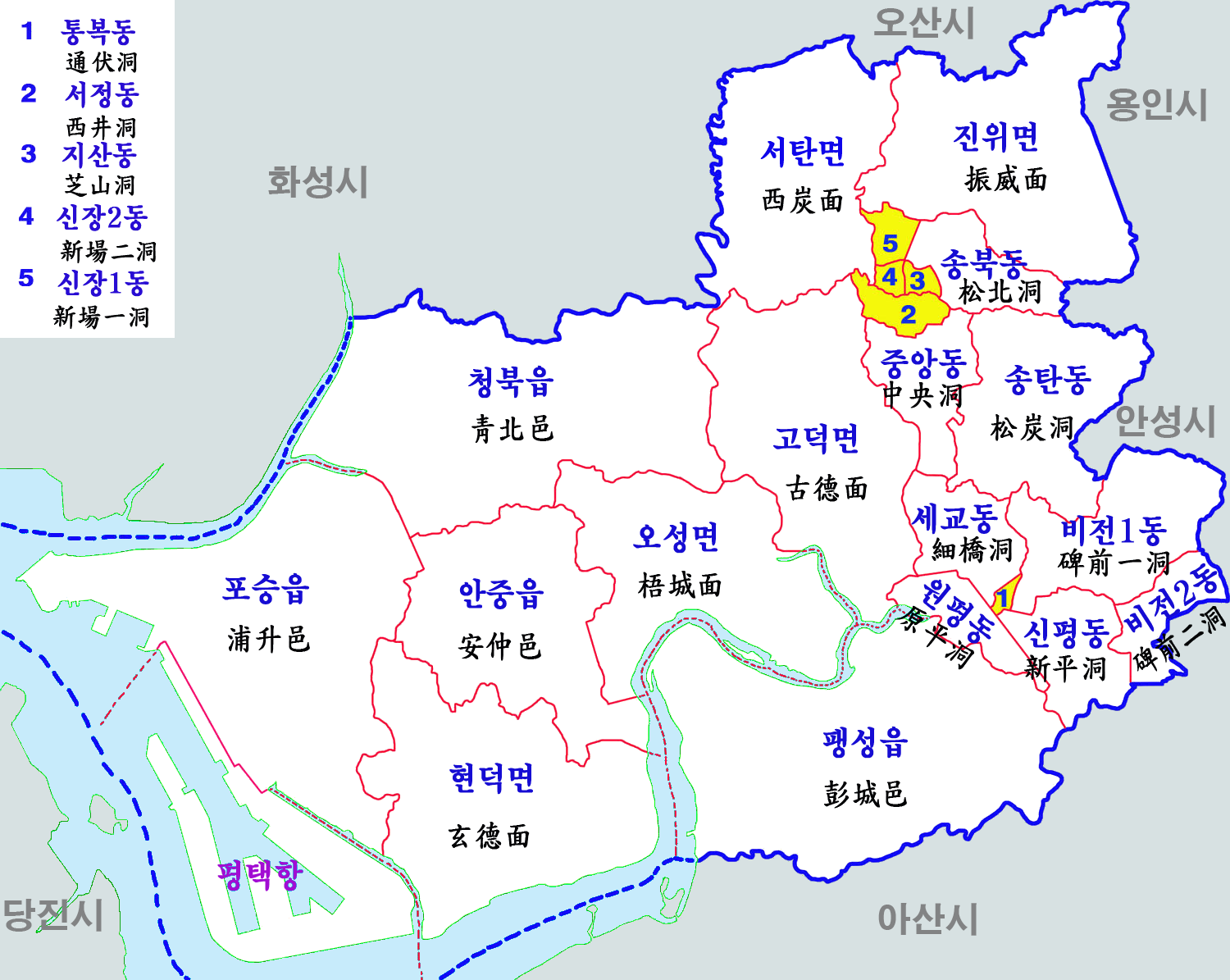
平沢市の地図

安仲邑（アンジュンウプ、朝鮮語: 안중읍）は、大韓民国京畿道平沢市西部にある邑。北は青北邑、西は浦升邑、東は梧城面、南は玄徳面とそれぞれ接する。平沢西部の3邑2面の行政事務を取り扱う「平沢市庁安仲出張所」が安仲邑に位置する。

## 概要
安仲邑はもともと安仲市場のあった安仲里を中心に学校と住居施設及び商業施設が集まり、市街地が形成・拡大した街である。1987年に「平沢市安仲出張所」が設置され、1989年に「安仲面」として分立し、2002年に「安仲邑」に昇格した。1990年代半ばから後半にかけて、安仲市場周辺の旧都心地域と連携し、新都市（玄華地区）の建設につれ、大規模の高層マンション団地と便利施設が建設された。それにより市街地が膨張し、西平沢の中心地として成長してきた。このような都市の発達過程において、安仲邑は周辺の浦升邑や青北邑とは異なり、役所と市街地が隣接している。2010年代に開発された松潭里も、市街地である玄華地区のすぐ横で発達している。

## 行政
安仲邑の下位行政区画には「安仲里、金谷里、大盤里、鶴峴里、三井里、龍城里、徳佑里、城海里、松潭里、玄華里」がある。

### 玄華里
玄華里（ヒョンファリ、현화리）は安仲邑で最も人口が多い里で、総面積は約3.48㎢。玄華里には農耕地とマンション団地が混在しており、1990年代半ばまでは田畑だらけで地面がデコボコしていた田舎だったが、1990年代半ばから後半にかけて行われた「玄華地区開発」の結果、8千世帯のマンション団地が造成され、その間に便利施設と3つの小学校、2つの中学校、1つの高校が新設された。
1990年代以前、安仲では「高い建物」といえば3〜6階建てのマンションが殆どで、6階以上の建物は「安仲江山タウン」（안중강산타운）と「ドンファンアパート」（동환아파트）しか無かった。このような田舎の町に新しい変化をもたらしたのが、「玄華地区開発」だった。この開発によって1998年〜2005年の間に、15〜20階以上の高層マンション団地が多く建設された。また、朝鮮時代から自然に発生し、道路がくねくねで混雑している安仲里とは異なり、玄華里は計画都市らしく、全ての道路が直線で整備されている。
玄華里には、「安仲バスターミナル」とスターバックスが位置する。

## 交通
- 国道38号線
- 国道39号線
- 安仲バスターミナル
- 安仲駅（2020年代開通予定）